# 遠藤幸雄
遠藤幸雄（1937年1月18日—2009年3月25日）是一位日本體操選手，也是5枚奧運金牌得主。遠藤幸雄出生在秋田縣秋田市，畢業於東京教育大學（現筑波大學）。他在1996年獲頒紫綬褒章，1998年進入國際體操名人堂。